# Талька (станция)
Та́лька (бел. Талька) — железнодорожная станция электропоездов в Минской области на линии Минск — Осиповичи (деревня Талька). Подчинение — Белорусская железная дорога, Минское отделение, линия Осиповичи I — Минск-Пассажирский, 412.686 км. Участок на Осиповичи относится к Могилёвскому отделению.
В настоящее время станция Талька является остановочным пунктом электропоездов Осиповичского направления Белорусской железной дороги. В здании вокзала осуществляется продажа билетов на все пассажирские поезда. Приём и выдача багажа не производятся.

## История
В 1873 году через деревню Талька прошла Либаво-Роменская железная дорога. В то же время открылась и станция.
В 9 томе книги В. П. Семёнова «Россия. Полное географическое описание нашего Отечества» приводится следующий факт:

В 19 верстах за Пуховичами (М.-Горкой) Либава-Роменская железная дорога достигает станции Талька, грузящей свыше 700 тысяч пудов лесных грузов— http://www.talka.info/stagodze.html
В ночь на 9 октября 1942 года партизанские отряды Владимира Тихомирова и Евгения Филипских провели операцию по захвату и взрыву сильно охраняемого немцами железнодорожного моста через реку Талька в районе станции. В результате операции железная дорога Минск—Бобруйск была выведена из строя на 12 суток, несколько поездов были пущены под откос.
В железнодорожном календаре от 28 ноября 1971 года записано событие:

Завершена электрификация участка Пуховичи — Талька. Открыто движение пригородных электропоездов. Первый электропоезд ЭР9-312 отправился под управлением машиниста Александра Копылова.— http://railwayz.info/calendar/9
В железнодорожном календаре от 3 ноября 1972 года записано событие:

Завершена электрификация участка Талька — Осиповичи. Открыто движение пригородных электропоездов Минск — Осиповичи. Первый электропоезд ЭР9-48 отправился под управлением машиниста Александра Копылова.— http://railwayz.info/calendar/10

Фотографии станции Талька
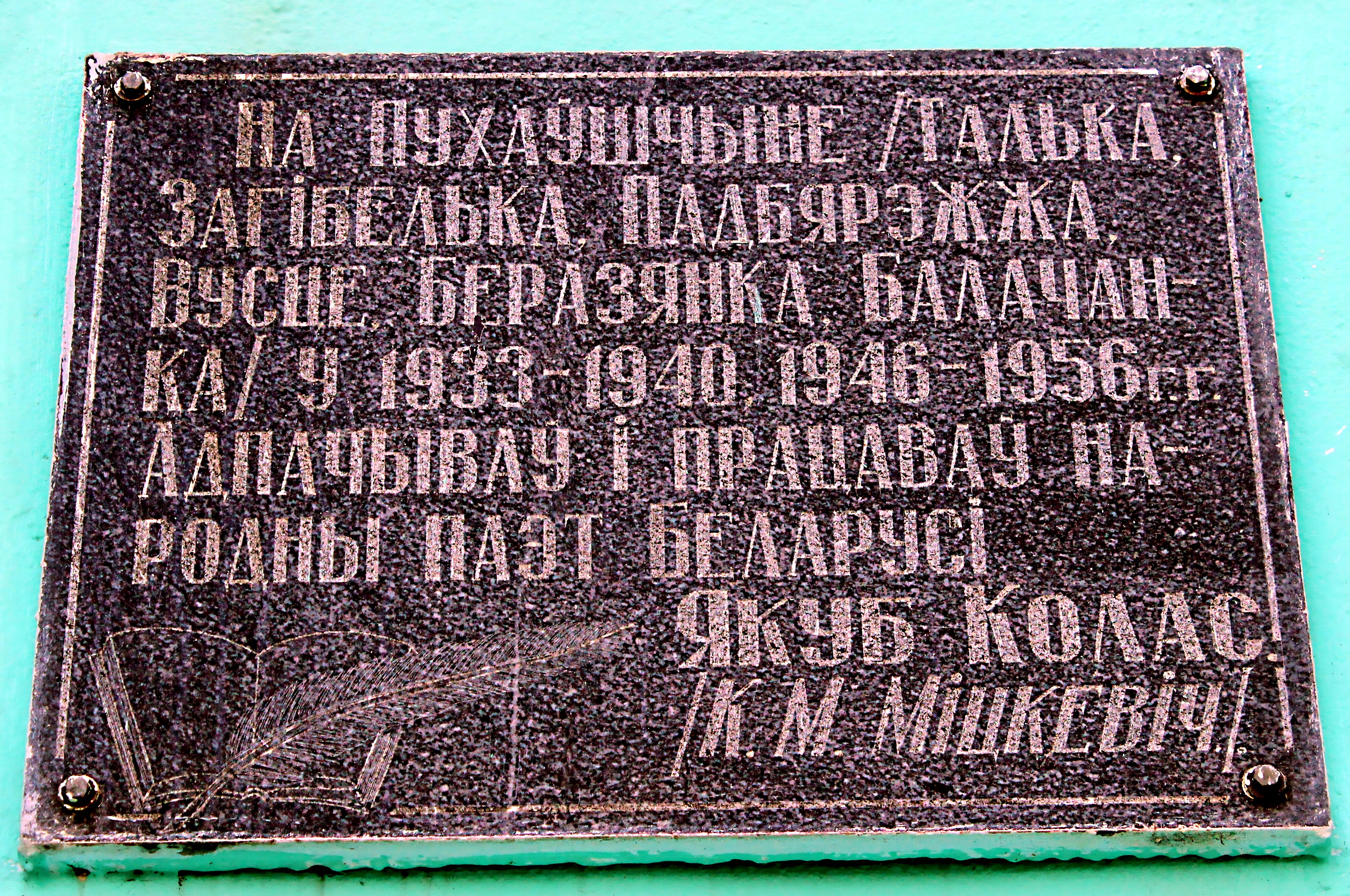
Мемориальная доска на вокзале в память о Якубе Коласе, который некогда останавливался в Тальке.
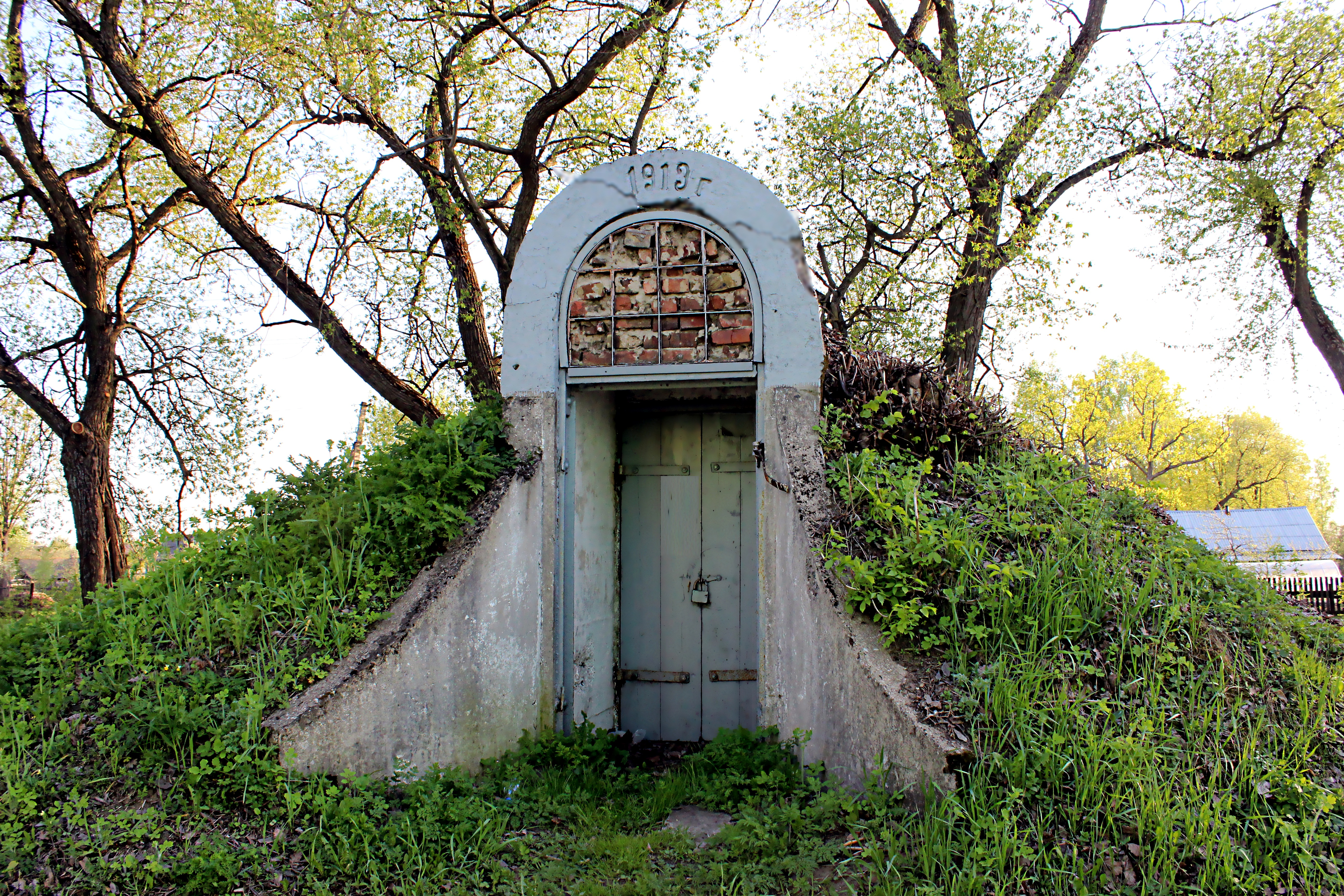
Вход в погреб-ледник, построенный в 1913 году в Тальке за зданием вокзала.
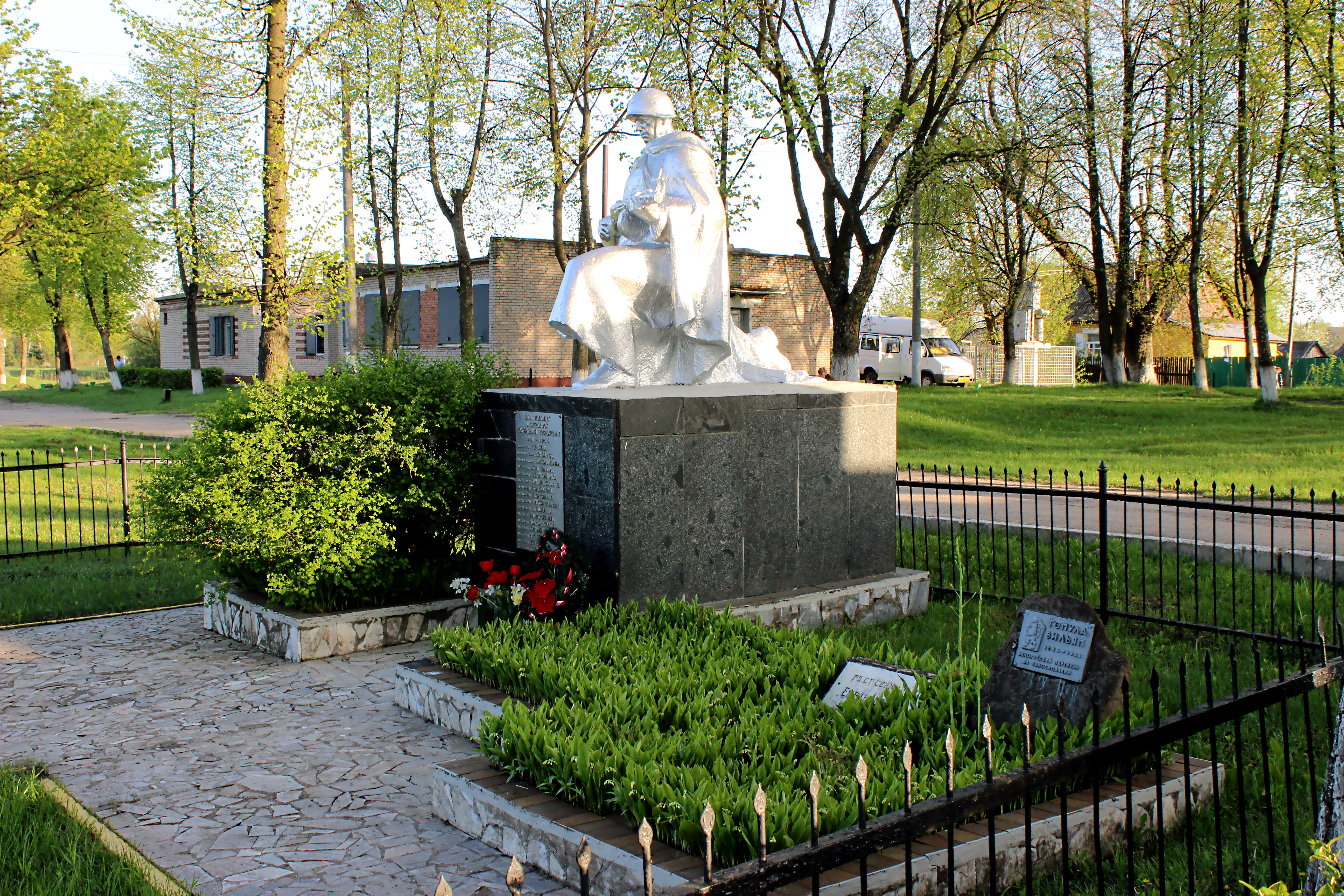
Памятник на станции солдатам, погибшим в Тальке в период Великой Отечественной войны (1941 - 1945)
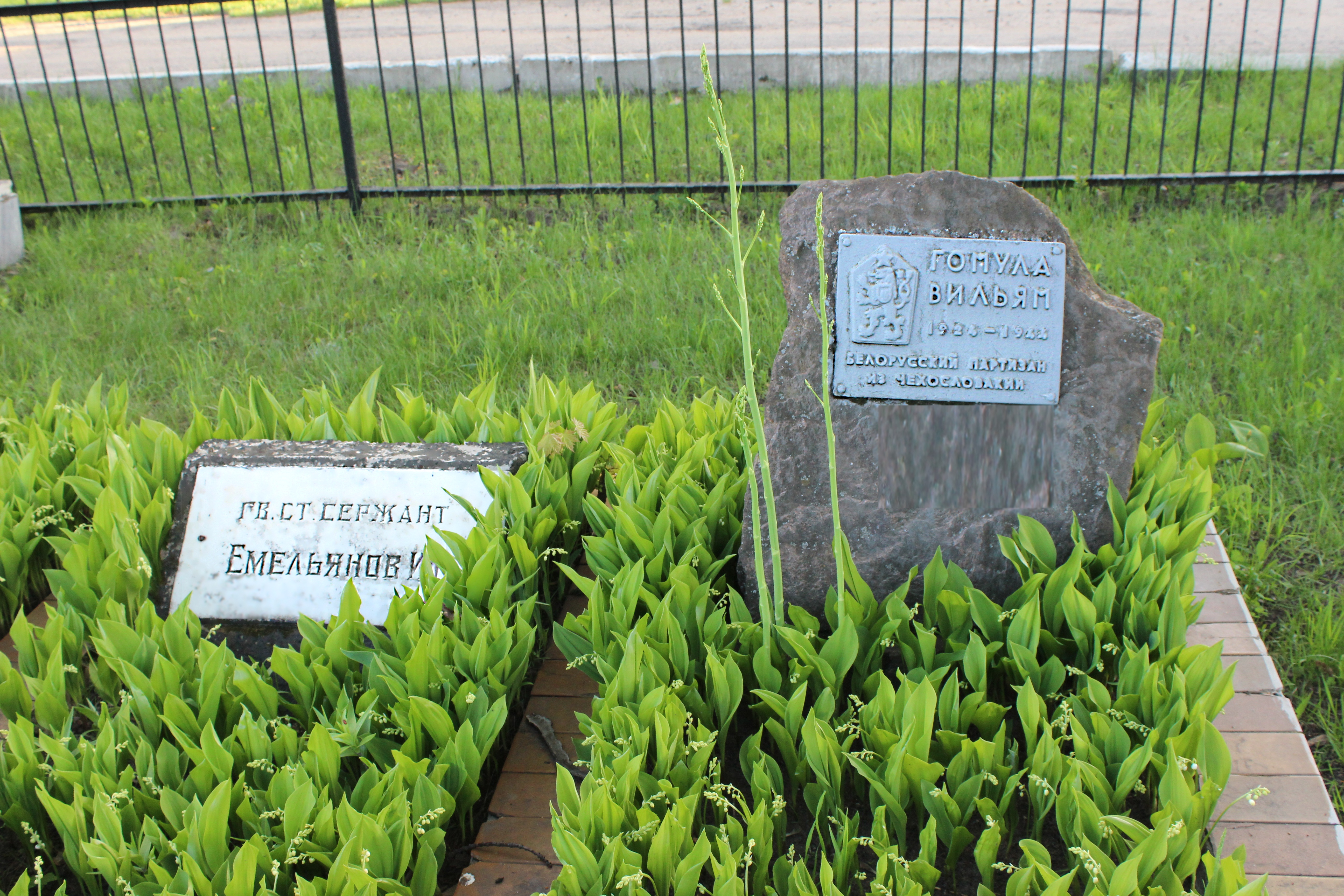
Могила сержанта Емяльянова и партизана из Чехии Вильяма Гомулы (1924 - 1944) на станции Талька.
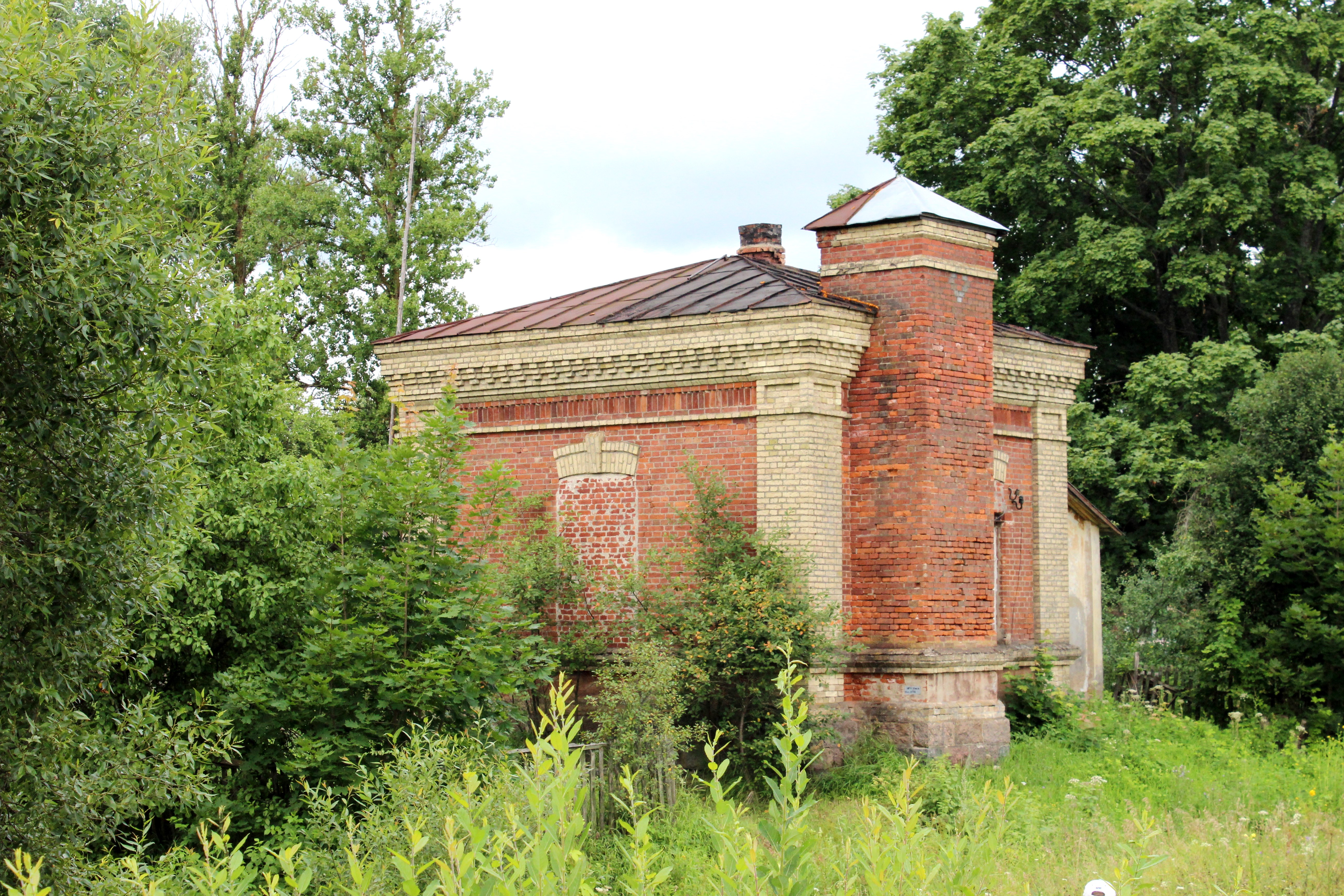
Железнодорожная служебная постройка на станции конца XIX — начала XX вв.
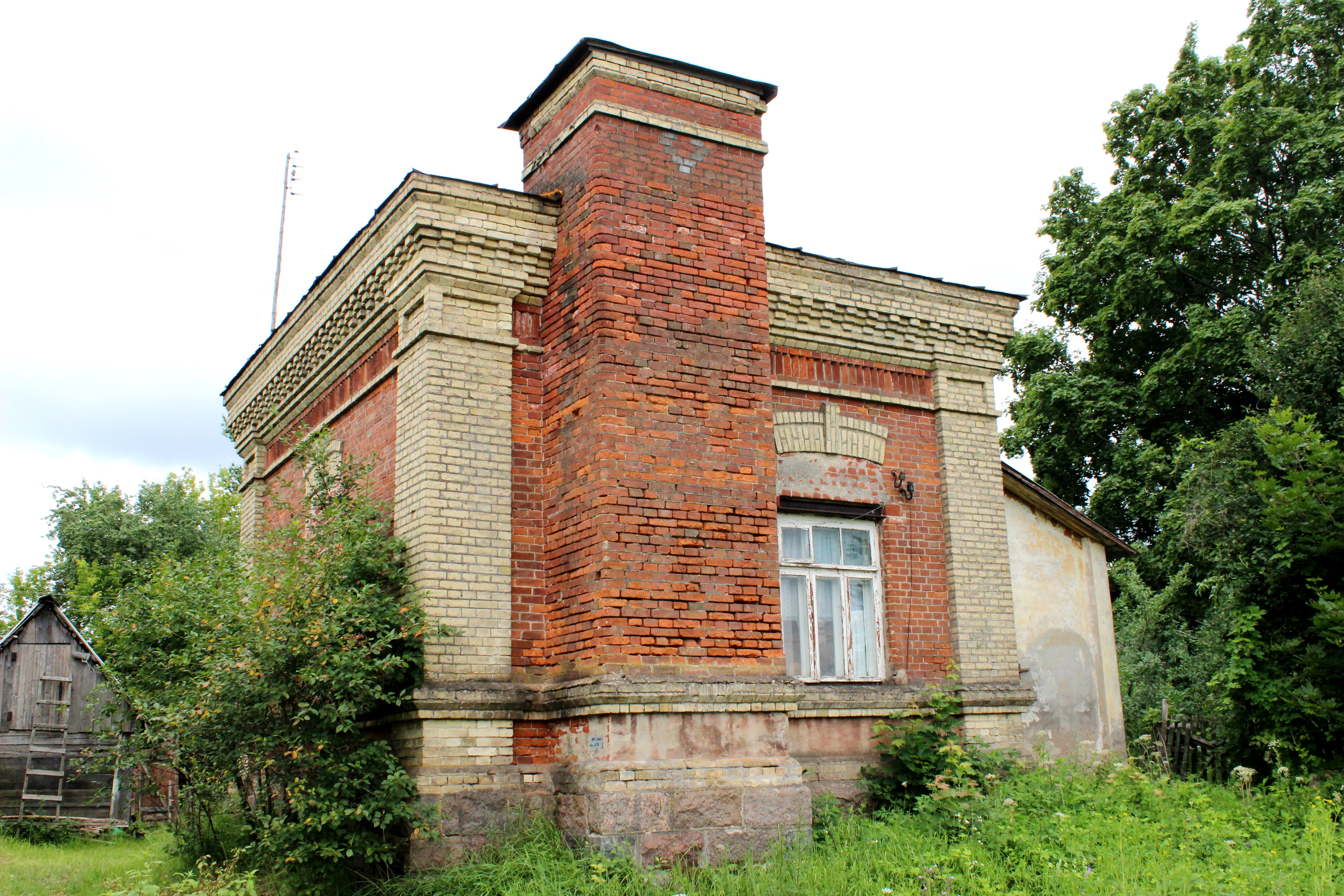
Железнодорожная служебная постройка на станции конца XIX — начала XX вв.
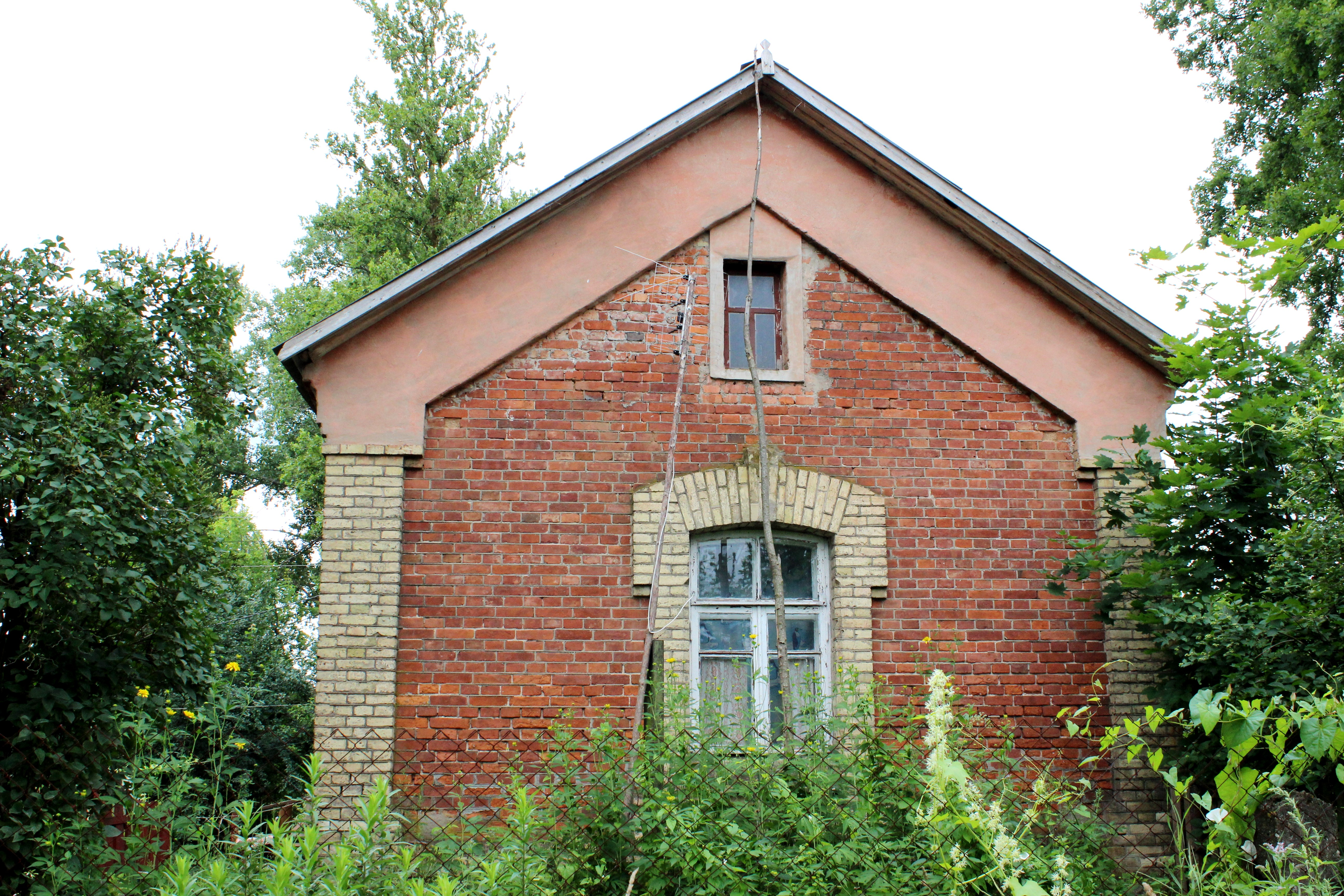
Железнодорожная казарма на станции начала XX века.
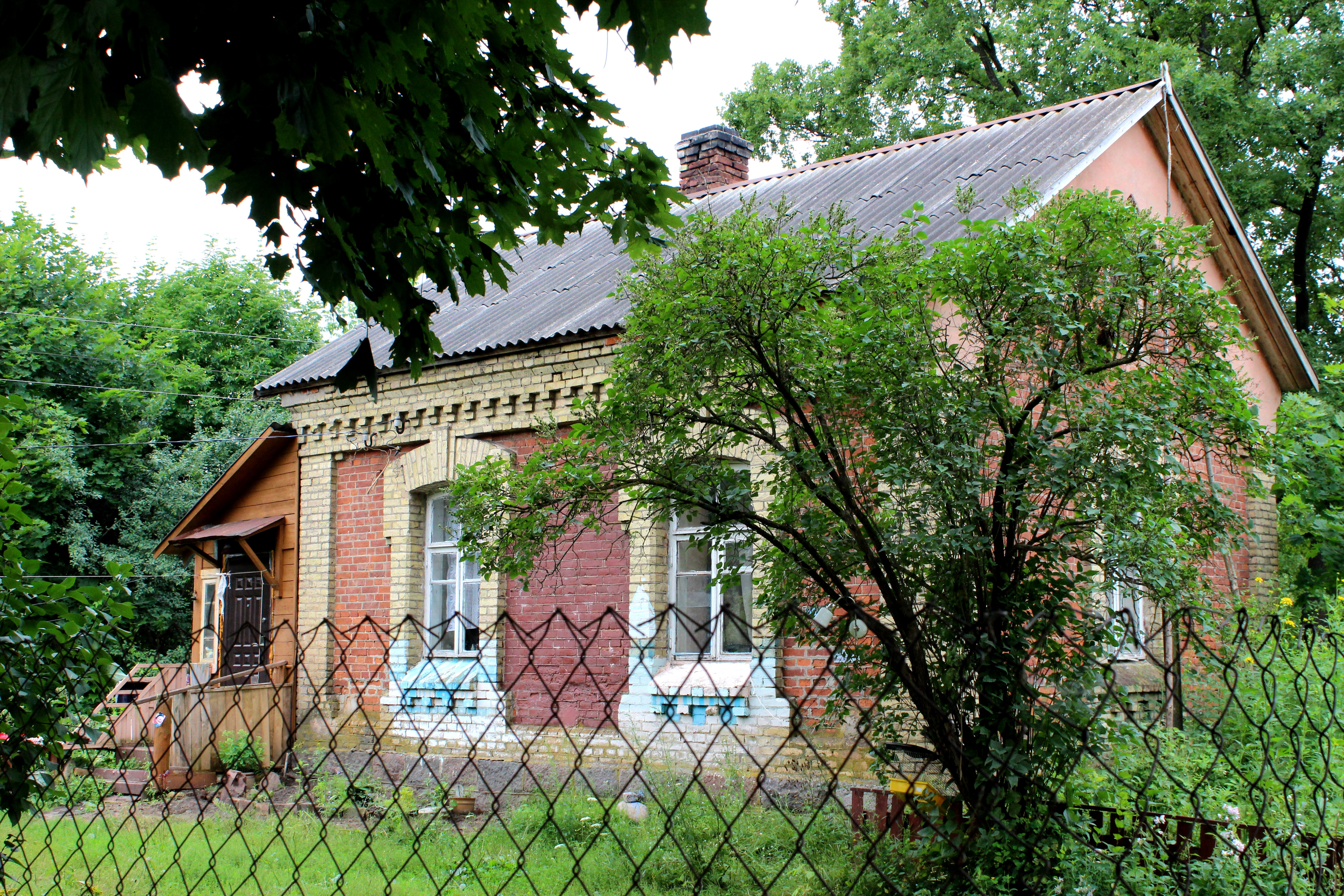
Железнодорожная казарма на станции начала XX века.
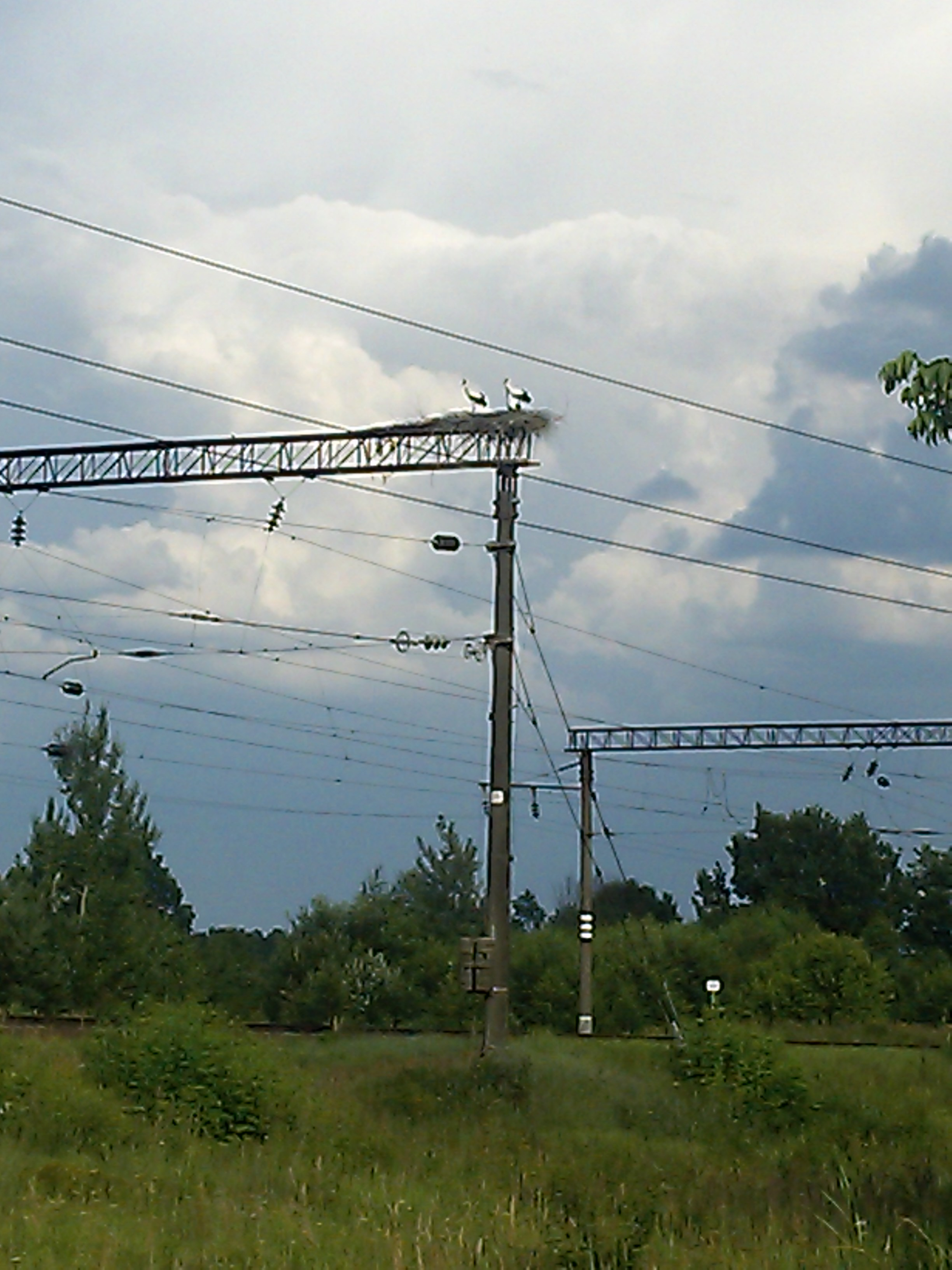
Станция Талька. Линии электропередач.
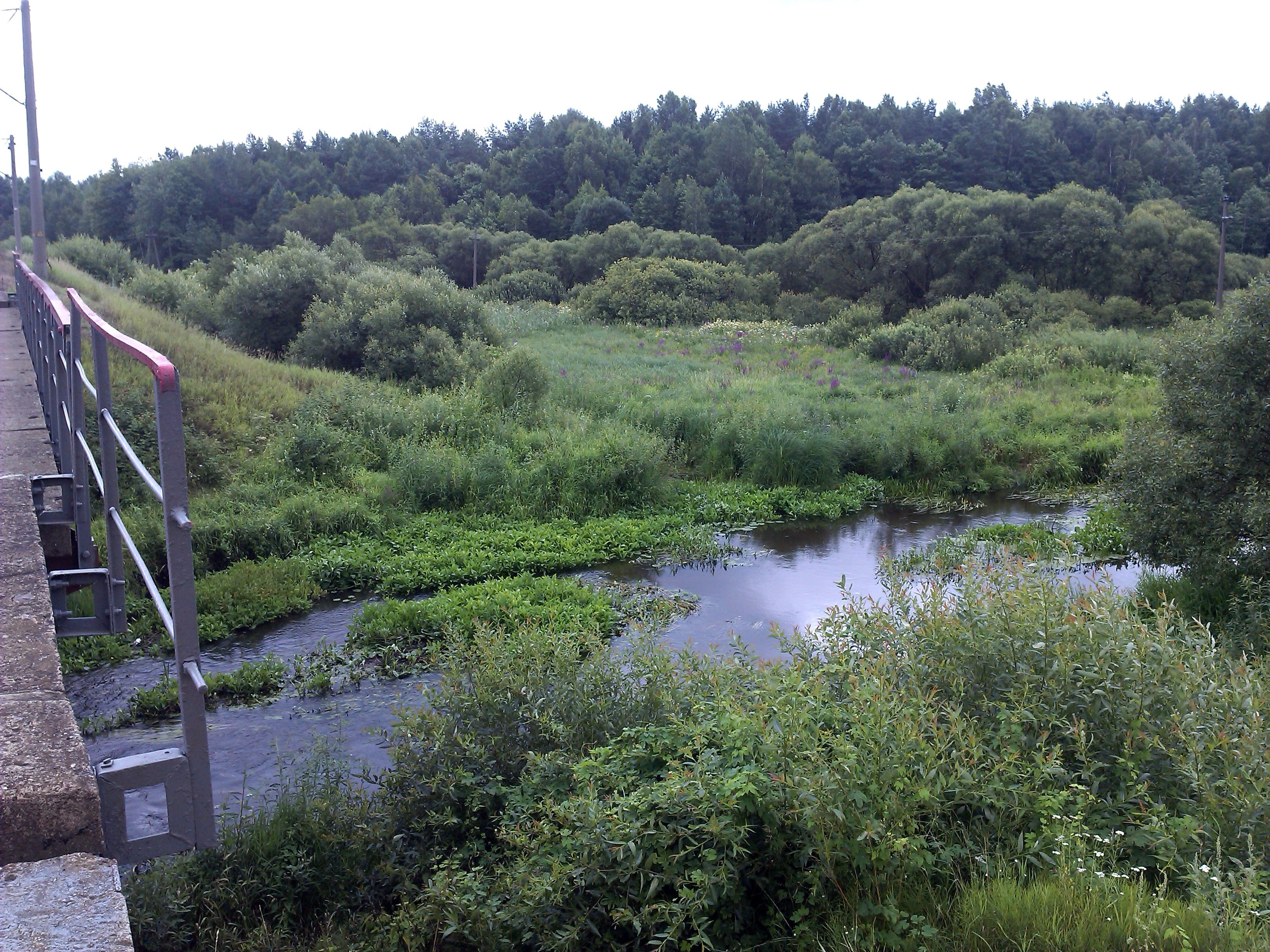
Вид с железнодорожного моста на станции Талька на речку Талька.
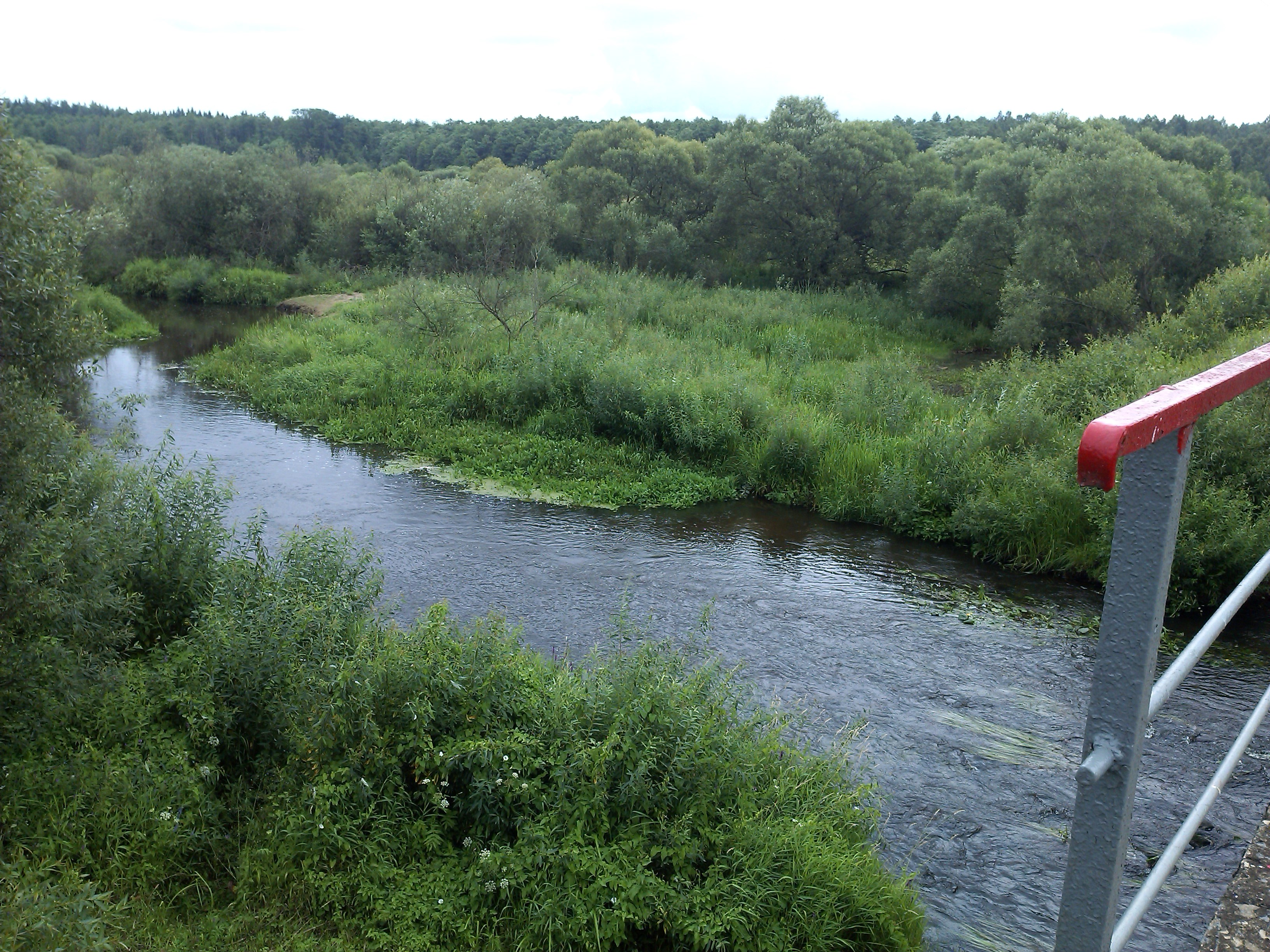
Вид с железнодорожного моста на станции Талька на речку Талька.